# Förskruvning

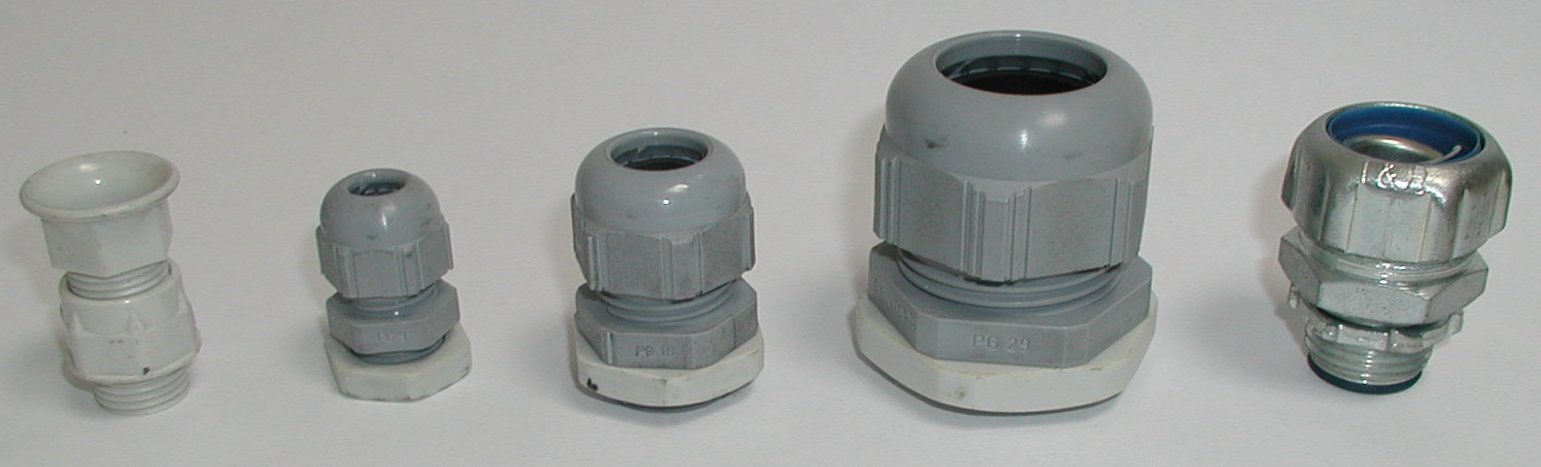
Typiska förskruvningar.

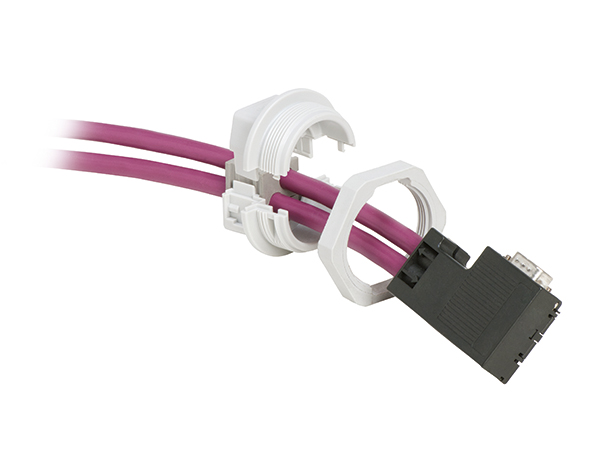
Delbara kabelförskruvningar för kablar med kontakt

Förskruvning eller Kabelförskruvning är en dragavlastning för kablage, med skruvförband för montage i plåt eller plast etc (tunna material). Förskruvningar är tillverkade av antingen metall eller plast. De skyddar kabelns ändpunkter för mekanisk påverkan, smuts och fuktighet. Det vanligaste gängsystem är M-gänga där gängorna har vinkeln 60 grader mot varandra men även gängsystem med 80 grader förekommer. Inne i förskruvningen finns en gummiring som håller kabeln fast.
För att säkra den elektromagnetiska kompatibiliteten kan förskruvningar av mässing ha insatser av annat material.